# Stuart Gordon
Pour les articles homonymes, voir Stuart Gordon (homonymie).
Stuart Gordon est un producteur, réalisateur et scénariste américain né le 11 août 1947 à Chicago (Illinois) et mort le 24 mars 2020 à Van Nuys (Californie). D'abord actif au théâtre plutôt expérimental, il est principalement connu pour ses films d'horreur et de science-fiction, dont Re-Animator (1985) et Aux portes de l'au-delà (1986), tous deux inspirés de l’œuvre de H. P. Lovecraft. Il a par ailleurs régulièrement collaboré avec le producteur Brian Yuzna. Il était marié jusqu'à son décès à l'actrice Carolyn Purdy.

## Biographie

### Jeunesse et études
Stuart Alan Gordon nait 11 août 1947 à Chicago dans l'Illinois. Il est le fils de Rosalie (née Sabath), professeure d'anglais en lycée, et de Bernard Gordon, superviseur dans une fabrique de cosmétiques,. Après avoir fréquenté la Lane Tech College Prep High School (en), Stuart Gordon travaille comme illustrateur apprenti dans la publicité, avant de s'inscrire à l'université du Wisconsin à Madison. Incapable d'intégrer les cours de cinéma, il s'inscrit à des cours de théâtre et finit par fonder sa première compagnie de théâtre, Screw Theater.

### Débuts au théâtre
En 1968, Stuart Gordon produit la pièce The Game Show, qui est jouée au Wisconsin Union Theater (en) de son université. L’œuvre, qui se voulait une attaque contre l'apathie, utilise le public qui est parfois même lhumilié et frappé. Chaque représentation se termine par une émeute du public, ce qui interrompt à chaque fois le spectacle.
À l'été 1968, il forme la troupe du Screw Theater et produit quatre spectacles, dont le dernier, à l'automne 1968, est une version très politisée de Peter Pan. Celui-ci lui vaut, ainsi qu'à sa future femme Carolyn Purdy, d'être arrêtés pour obscénité. Dans une interview en 2001, Stuart Gordon reviendra sur cet évènement :

« J'avais manifesté contre la guerre du Viêt Nam et j'avais été aspergé de gaz lacrymogène par la police de Chicago. Soudain, j'ai réalisé qu'on pouvait prendre Peter Pan et en faire une caricature politique sur la situation. Peter Pan est ainsi devenu le chef des hippies et des yippies, le capitaine Crochet est devenu le maire Daley, et les pirates sont devenus la police de Chicago. Nous avons conservé tous les dialogues de James Barrie. Alors, quand ils sont tous partis à Neverland, ils se sont saupoudrés de poussière de fée, ont eu de belles pensées, et ils sont partis. C'était un trip sous acide, visualisé par un spectacle de lumière psychédélique projeté sur les corps de sept jeunes femmes nues. »

— Stuart Gordon, 2011
Après ce scandale, l'université du Wisconsin exige que les futures productions théâtrales du Screw Theater soient supervisées par un professeur. Stuart Gordon refuse et coupe ses liens avec l'université pour fonder le Broom Street Theater (en) en 1969. Sa première production, la nouvelle traduction de la pièce risquée « Lysistrata », fut créée en mai 1969,,,,,,,.
Peu après, il se base à Chicago et y fonde l'Organic Theatre Company (en) avec sa femme. La troupe joue notamment dès 1977 la pièce Bleacher Bums (en) qui détient le record du nombre de représentations théâtrales à Los Angeles, puis la pièce Sexual Perversity in Chicago de David Mamet.

### Carrière au cinéma

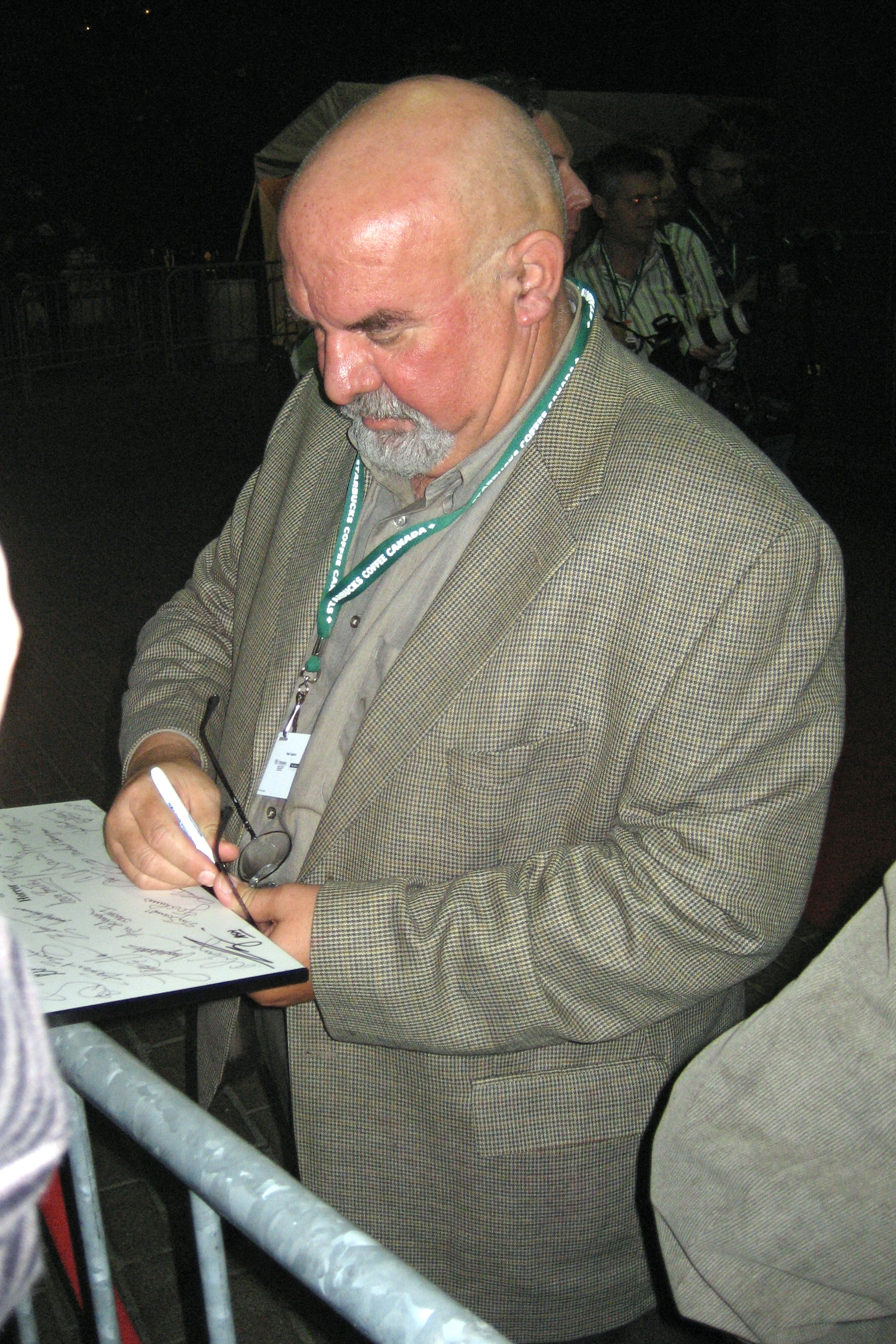
Stuart Gordon au festival international du film de Toronto 2017 pour y présenter Stuck

Stuart Gordon passe ensuite au cinéma et réalise son premier film Re-Animator, librement basé de la nouvelle Herbert West, réanimateur de H. P. Lovecraft. Sorti en 1985, le long métrage est produit par son ami Brian Yuzna et la société Empire Pictures de Charles Band. Le film remporte plusieurs prix dans divers festivals comme Fantafestival, Avoriaz, Sitges. Malgré des critiques globement positives, le film n'est pas un immense succès commercial. Il deviendra un film culte et une référence du film d'horreur. Il sera suivi de deux suites, Re-Animator 2 (1990) et Beyond Re-Animator (2003), réalisées par son ami Brian Yuzna.
Pour son second long métrage comme réalisateur, il adapte à nouveau H. P. de Lovecraft avec Aux portes de l'au-delà qui sort en 1986. Il y dirige à nouveau Jeffrey Combs, qui tenait le rôle principal de Re-Animator, ainsi que Barbara Crampton et sa femme Carolyn Purdy. Là encore, malgré des critiques plutôt positives, le film ne rencontre pas de succès commercial avec seulement 1 261 000 $ récoltés au box-office américain.
Il enchaine dès l'année suivante avec Les Poupées (1987), qu'il a voulu comme un conte merveilleux sombre en partie inspiré de Psychanalyse des contes de fées de Bruno Bettelheim.
Il revient à la science-fiction avec Les Gladiateurs de l'Apocalypse (Robot Jox). Sorti en 1989, ce film met en scène des robots géants dans un monde post-apocalyptique. Stuart Gordon cite les Transformers comme principale inspiration. Il s'agit du dernier film de la société Empire International Pictures, qui fera faillite peu après.
Il dirige ensuite Anthony Perkins, l'acteur de Psychose, dans le téléfilm Daughter of Darkness, diffusé sur CBS en 1990. Stuart Gordon revient ensuite à l'horreur l'année suivante avec Le Puits et le Pendule, sorti en 1991, adapté de la nouvelle du même nom d'Edgar Allan Poe. L'intrigue se déroule durant l'Inquisition espagnole.
Voulant faire un film davantage familial, Stuart Gordon imagine avec son ami Brian Yuzna l'histoire initiale de Chérie, j'ai rétréci les gosses. Le script final sera écrit par Tom Schulman et Ed Naha. Sorti en 1989, le film de Joe Johnston sera un succès commercial majeur pour Disney et l'un des cartons au box-office annuel. Ce succès engendra la création d'une franchise et la sortie de deux suites et une série télévisée, dont Stuart Gordon réalise un épisode en 1998.
Stuart Gordon réalise ensuite le film de science-fiction Fortress. Présenté dans des festivals en 1992, il sort dans les cinémas l'année suivante. Alors que le rôle principal avait été imaginé pour Arnold Schwarzenegger, c'est finalement le Français Christophe Lambert. Il y incarne John Brennick, un homme emprisonné pour avoir enfreint la règle de n'avoir qu'un seul enfant. Lui et sa femme Karen sont condamnés à 31 ans de prison dans une prison de haute sécurité maximale de la société Men-Tel. Le film est un succès à travers le monde, avec plus de 46 millions de dollars de recettes, pour un budget estimé à 12 millions.
Grand fan de L'Invasion des profanateurs de sépultures (1958) de Don Siegel et de L'Invasion des profanateurs (1978) de Philip Kaufman, il coécrit le scénario d'une nouvelle adaptation du roman original de Jack Finney, avec l'aide de Dennis Paoli, un partenaire d'écriture de longue date. L'idée de départ était de faire une suite directe au film de Philip Kaufman. Finalement, le film, réalisé par Abel Ferrara et sorti en 1993, sera un film indépendant.
Stuart Gordon revient ensuite à la réalisation avec Castle Freak, sorti directement en vidéo en 1995. Il s'agit d'un projet à très petit budget, seulement 500 000 $, produit par Full Moon Features (en). Il y dirige à nouveau Jeffrey Combs et Barbara Crampton. Il participe ensuite à l'écriture du scénario du film Le Dentiste sorti en 1996 et réalisé par son partenaire Brian Yuzna. La même année sort Space Truckers, qu'il coécrit avec Ted Mann. Stuart Gordon y dirige Dennis Hopper, Stephen Dorff et Debi Mazar. C'est un échec critique et commercial.
Il réalise ensuite The Wonderful Ice Cream Suit (1998), adaptation d'une pièce de théâtre de Ray Bradbury (qui signe lui-même le scénario). Cette comédie fantastique met en scène Joe Mantegna, Esai Morales, Edward James Olmos, Clifton Collins Jr. ou encore Gregory Sierra. Le film reçoit le prix de la mise en scène au Fantafestival. Cette même année, sort L'Enfant du futur de Brian Yuzna, qu'il a coécrit.
En 2001, Stuart Gordon revient à H. P. Lovecraft avec Dagon (2001), adaptation de la nouvelle du même nom et de Le Cauchemar d'Innsmouth. Produit et tourné en Espagne, le film met en scènes des acteurs espagnols comme Francisco Rabal, Raquel Meroño et Macarena Gómez.
Stuart Gordon réalise ensuite le thriller King of the Ants, sorti en 2003 et adapté du roman éponyme de Charlie Higson. Produit par The Asylum, le film met en scène Chris McKenna, Kari Wuhrer, George Wendt, Vernon Wells ou encore Daniel Baldwin. Stuart Gordon réalise ensuite Edmond (2005), écrit par David Mamet d'après sa propre pièce de théâtre. William H. Macy y incarne Edmond, un quadragénaire new-yorkais sans histoire, qui voit sa vie basculer sur une simple phrase : « Vous n'êtes pas à votre place », prononcée par une voyante.
Entre 2005 et 2007, il participe à la série d'anthologie horrifique Les Maîtres de l'horreur avec l'épisode Le Cauchemar de la sorcière (2005), basé sur une nouvelle de H.P. Lovecraft, puis l'épisode Le Chat noir (2007), basé sur l'histoire d'Edgar Allan Poe.
Il revient ensuite au thriller avec Stuck : Instinct de survie (2007), inspire d'un fait réel, le meurtre de Gregory Glenn Biggs (en) en octobre 2001. Mena Suvari y incarne une jeune femme ayant renversé un l'homme qui se retrouve coincé dans son pare-brise. Craignant d'être arrêtée, elle continue de rentrer chez elle en voiture avec la promesse qu'elle demandera ensuite de l'aide. Elle décide finalement de le laisser mourir à petit feu dans son garage. Le film ne connait qu'une sortie limitée en salles aux États-Unis. Le film ne totalise que 151,449 $ dans le monde. Il s'agit du dernier long métrage réalisé par Stuart Gordon. Après cela, il mettra en scène l'épisode Eater en 2008, pour la série Fear Itself, diffusée sur la chaîne NBC.

### Vie privée et mort
Il a été marié jusqu'à sa mort à l'actrice Carolyn Purdy-Gordon, qui apparait dans plusieurs de ses films.
Stuart Gordon meurt le 24 mars 2020 à Van Nuys (Californie) à l'âge de 72 ans, des suites du syndrome de défaillance multiviscérale. Il est incinéré.

## Filmographie
Sauf indication contraire, les informations mentionnées dans cette section peuvent être confirmées par les bases de données cinématographiques IMDb et Allociné,  présentes dans la section « Liens externes ».

### Comme réalisateur

#### Cinéma
- 1985 : Re-Animator
- 1986 : Aux portes de l'au-delà (From Beyond)
- 1987 : Les Poupées (Dolls)
- 1988 : Kid Safe: The Video (en) (court métrage sorti en vidéo)
- 1990 : Les Gladiateurs de l'Apocalypse (Robot Jox)
- 1991 : Le Puits et le Pendule (The Pit and the Pendulum)
- 1992 : Fortress
- 1995 : Castle Freak
- 1996 : Space Truckers
- 1998 : The Wonderful Ice Cream Suit
- 2001 : Dagon
- 2003 : King of the Ants
- 2005 : Edmond
- 2007 : Stuck : Instinct de survie (Stuck)

#### Télévision
- 1979 : Bleacher Bums (en) (captation de la pièce de théâtre du même nom)
- 1990 : La Fille des ténèbres (en) (Daughter of Darkness) (téléfilm)
- 1998 : Chérie, j'ai rétréci les gosses ( Honey, I Shrunk the Kids: The TV Show) - 1 épisode
- 2005-2007 : Les Maîtres de l'horreur (Masters of Horror) - 2 épisodes
- 2008 : Fear Itself - 1 épisode

### Comme scénariste
- 1979 : Bleacher Bums (en) (TV) de lui-même
- 1985 : Re-Animator de lui-même
- 1986 : Aux portes de l'au-delà (From Beyond) de lui-même
- 1988 : Kid Safe: The Video (en) (court métrage vidéo) de lui-même
- 1989 : Chérie, j'ai rétréci les gosses (Honey, I Shrunk the Kids) de Joe Johnston (auteur de l'histoire originale)
- 1993 : Body Snatchers d'Abel Ferrara
- 1996 : Le Dentiste (The Dentist) de Brian Yuzna
- 1996 : Space Truckers de lui-même
- 1998 : L'Enfant du futur (Progeny) de Brian Yuzna (histoire)
- 2007 : Stuck : Instinct de survie (Stuck) de lui-même

### Comme producteur
- 1992 : Chérie, j'ai agrandi le bébé (Honey I Blew Up the Kid) de Randal Kleiser
- 1996 : Space Truckers de lui-même
- 1998 : The Wonderful Ice Cream Suit de lui-même
- 1998 : L'Enfant du futur (Progeny) de Brian Yuzna
- 2000 : Snail Boy (court métrage) de Travis Hottinger
- 2001 : Bleacher Bums (TV) de Saul Rubinek
- 2002 : Deathbed (vidéo) de Danny Draven
- 2003 : King of the Ants de lui-même
- 2005 : Edmond de lui-même
- 2007 : Stuck : Instinct de survie (Stuck) de lui-même

### Comme acteur
- 1990 : Les Gladiateurs de l'Apocalypse (Robot Jox) de lui-même : le gérant du bar
- 1991 : The Arrival de David Schmoeller : un biker
- 1998 : Susan a un plan (Susan's Plan) de John Landis : docteur no 2
- 2000 : Bread and Roses de Ken Loach : un invité à la soirée (non crédité)
- 2000 : Snail Boy (court métrage) de Travis Hottinger : un parent de Clint
- 2009 : The Crystal Lake Massacres Revisited (documentaire) de Daniel Farrands
- 2013 : Chastity Bites (en) de John V. Knowles : M. Rowland
- 2014 : Trophy Heads de Charles Band : Stuart
- 2015 : Tales of Halloween - segment Grim Grinning Ghost d'Axelle Carolyn : Sherlock Holmes

## Distinctions principales
Source et distinctions complètes : Internet Movie Database

### Récompenses
- Festival international du film fantastique de Catalogne 1985 : meilleur film pour Re-Animator
- Fantafestival 1986 : meilleur film pour Re-Animator
- Festival international du film fantastique de Catalogne 1986 : prix de la critique catalane pour Aux portes de l'au-delà
- Festival international du film fantastique d'Avoriaz 1986 : mention spéciale horreur pour Re-Animator
- Fangoria Chainsaw Awards 1997 : Fangoria Horror Hall of Fame
- Fantafestival 1998 : meilleure réalisation pour The Wonderful Ice Cream Suit
- Festival international du film fantastique de Bruxelles 2008 : Corbeau d'argent international pour Stuck

### Nominations
- Festival international du film fantastique de Catalogne 2001 : meilleur film pour Dagon
- Festival du cinéma américain de Deauville 2005 : en compétition pour le grand prix pour Edmond